# Peder Reedtz
 Der er flere personer med dette navn, se Peder Reedtz (flertydig).
Peder Reedtz (17. november 1614 på Tygestrup – 10. juli 1674 i København) var en dansk rigskansler.

## Uddannelse
Han var søn af rigsråd Frederik Reedtz. Efter at have været opdraget i Herlufsholm Skole fra 1632 og på Sorø Akademi 1635 rejste han i dette år udenlands og studerede 1636 ved universitetet i Oxford og 1640 ved universitetet i Padua.

## Tidlig karriere
Efter sin hjemkomst var han 1641-46 sekretær i Kancelliet, fulgte 1643 Valdemar Christian til Rusland, kom det følgende år tilbage og var 1645 sekretær ved fredsforhandlingerne i Brømsebro. 1647 var han med Corfitz Ulfeldt på hans ambassade til Frankrig og efterlodes der som resident, indtil han i november 1649 kaldtes tilbage på rigshofmesterens foranledning. I maj 1652 sendtes han som gesandt til England, fik samme år Lundenæs Len, ægtede 1. maj 1653 Sophie Sehested, en datter af kansleren Christen Thomesen Sehested, blev i juli samme år rentemester og fra september 1655 tillige vicepræsident for det da oprettede admiralitet. I juli 1656 optoges han i Rigsrådet, skønt hans fader endnu var medlem af dette, og ombyttede som følge deraf 1657 Lundenæs Len med Møn, som han beholdt til 1662.

## Under Svenskekrigene
Fra nu af begyndte hans større politiske rolle. Han medbragte til denne betydelig dannelse, særlig megen sprogfærdighed, en stærkt udviklet fornem anstand, en vis tung, alvorlig værdighed og en ikke ringe arbejdsiver; tvivlsommere er det, om hans politiske kundskaber have stået i højde hermed, i alt fald betegner Hannibal Sehested ham som kun lidet kendt med udlandets sager; næppe heller har han været en mand med udprægede anskuelser eller evne til at gøre dem gældende; den franske gesandt Hugues de Terlon karakteriserer ham som ængstelig og meget mistænksom. Hurtig tilfaldt der ham dog vigtige hverv, særlig på grund af hans gamle svigerfaders svagelighed. I hans sted fungerede han måske allerede fra slutningen af 1656 som en slags kansler, især ved forhandlinger med fremmede afsendinger; i maj 1657 var han medunderskriver af den resolution til den svenske gesandt Durel, der medførte underhandlingernes afbrydelse. Under den påfølgende krig fik han fuldt op at gøre. Han blev i juli 1657 medlem af det udvalg af Rigsrådet, der sammen med rigshofmesteren og kansleren skulle lede regeringssagerne, og led ved dette hverv i høj grad under statens knugende pengemangel. Imellem de to krige havde han den ikke misundelsesværdige opgave at forhandle med de svenske gesandter ved forhandlingerne i København.
Ikke mindre byrdefuld blev hans virksomhed under Københavns belejring, hvor talrige forretninger tilfaldt ham; et lyst øjeblik var det, da han 30. oktober 1658 efter Jacob van Wassenaer Obdams sejr i Sundet sendtes til den nederlandske admiral for at konferere med ham. Fra marts 1660 var han en af fredskommissærerne ved de underhandlinger uden for hovedstadens volde, der, dog mindre ved hans end ved Hannibal Sehesteds virksomhed, førte til freden i maj. Imidlertid var hans gunst hos Frederik III sikkert steget i disse år; der er også spor til, at han har hørt til det mere kongeligsindede parti inden for Rigsrådet, idet han i oktober 1658 ikke ville være med til dets formaning til kongen om at tage mere hensyn til det. At han skulde have været indviet i kongens statsforandringsplaner, er der dog ingen grund til at antage. Men på stændermødet 1660 ses han at have været meget ivrig ved forhandlingerne mellem kongen og rådet om arveregeringens overdragelse; han blev medlem af det 13. oktober nedsatte udvalg, der vedtog håndfæstningens tilintetgørelse, og som fungerende kansler holdt han talen til stænderne ved arvehyldingen 18. oktober og oplæste den nye edsformular; ved den anden hylding, 15. november, bar han rigssværdet.

## På magtens tinde
Umiddelbart efter, den 26., foregik hans udnævnelse til kansler, præsident i Kancellikollegiet og assessor i Statskollegiet.
Talrige æresbevisninger tilfaldt ham i den følgende tid, og mange hverv blev ham overdragne. 1661 blev han patron for Universitetet og viede med sin litterære sans det vistnok megen interesse, lige så vel som Peder Syvs dedikation til ham af sin betænkning over det cimbriske sprog viser hans kærlighed til modersmålet. Samme år blev han medlem af Højesteret og som kansler dens formand; tillige ledede han prins Christians hylding i Norge. 1662 fik han Buskerud og flere norske amter. 1663 blev han Ridder af Elefanten og deltog i forhørene over Leonora Christina, 1664 blev han medlem af den første lovkommission, som også 1672 af den første lovrevisionskommission. 1664 var han på Akershus for at holde Højesteret. 1670 indtrådte han i det da oprettede Gehejmekonseil. 1665 fik han udlagt betydeligt gods i Norge for sin fordring på kronen og afstod 1669 Tygestrup til kongen mod at få Børglum Kloster. Vedblivende var han stærkt optaget af den ydre politik og førte forhandlinger med de fremmede gesandter; 1665 sagdes det, at han skulle gå som afsending til England, hvilket dog ikke blev til noget. Med hensyn til hans opfattelse af forholdet til udlandet kan det mærkes, at han i november 1660 udtalte sig for et venskabeligt forhold til Sverige; senere opfattedes han som ivrig hollandskvenlig og udtalte sig også 1673 for tilslutning til generalstaterne mod Frankrig.
I henseende til den indre politik ytrede han 1661 i anledning af en betænkning om forholdsreglerne mod Ulfeldts anskuelser, der gik i stærkt absolutistisk retning. Men trods alt var hans indflydelse næppe stor. Han havde øjensynlig vanskelighed ved at indpasse sig i de nye forhold og stod uden støtte ved hoffet. Med Hannibal Sehested var han uvenner, ligeledes, i alt fald senere, med Christoffer Gabel. Men den største skuffelse kom dog til at vente ham fra den nyopdukkende storhed Peder Schumacher. Det er sandsynligt, at han i begyndelsen har hjulpet ham frem, men det varede ikke længe, før det gik anderledes. Overordentlig stor var også forskellen mellem de to mænds naturer, Reedtz, den alvorlige, værdige, tunge mand med den spanske gravité, som Hannibal Sehested spottende taler om, Schumacher med det livlige, vidfulde, ironiske anlæg. Fra det øjeblik af, at Schumacher var blevet ansat i Kancelliet, var der en stadig kamp imellem dem, og den unge fremstræbende ærgerrighed skånede ikke sin overordnede. Så kom Christian V's dage med Griffenfelds stigning fra ærespost til ærespost, stadig mere svækkedes kanslerens indflydelse. Uden tvivl har han følt sig tilsidesat og skal have nægtet at modtage et tilbud om udnævnelse til greve. Endnu havde han dog så megen livskraft, at han efter sin hustrus død 5. november 1671 allerede det følgende år 25. juli giftede sig med Anne Ramel (født 28. august 1643), datter af rigsråden Henrik Ramel og enke efter Albert Skeel til Katholm, men 10. juli 1674 døde han og blev begravet i Nikolaj Kirke. Hans hustru fødte ham to døtre, den ene efter hans død, og overlevede ham til 8. juni 1702.

## Øvrige godser
Med sin først hustru fik han Mindstrup (Nørvang Herred, solgt 1665). Han var desuden ejer af Turebyholm (Fakse Herred), Palsgård (Bjerge Herred, fra 1665), Hundslund (det senere Dronninglund, fra 1672) og havde part i Sortebrødregård (Sømme Herred).

## Gengivelser
- Stik af Albert Haelwegh efter forlæg af Abraham Wuchters fra 1650'erne, og efter dette afbildet på gruppebillede stukket af Haelwegh 1667
- Lille skitse med ændret dragt, af Wuchters (Det Nationalhistoriske Museum på Frederiksborg Slot)
- I samme type stik af Haelwegh efter forlæg af Wuchters fra 1660'erne, stik af Johann Martin Bernigeroth 1746, og flere portrætmalerier (bl.a. Arreskov, Benzonsdal, Gavnø (dateret 1665), Københavns Universitet), efter sidstnævnte litografi 1867 og xylografi af H.P. Hansen 1885
- Samme type i miniature (Det Nationalhistoriske Museum på Frederiksborg Slot)
- Fremstillet på C.W. Eckersbergs maleri af arvehyldningen 1660, udstillet 1828